# American Society of Group Psychotherapy and Psychodrama
Die American Society of Group Psychotherapy and Psychodrama (ASGPP), dt.: Amerikanische Gesellschaft für Gruppenpsychotherapie und Psychodrama wurde 1942 in New York gegründet und hat heute ihren Sitz in Princeton.
Gründungspräsident war der Psychodramatiker Jakob L. Moreno. Zur Zeit ihrer Gründung standen die ASGPP und Moreno in direkter Konkurrenz zur American Group Psychotherapy Association (AGPA) und ihrem Gründer Samuel Slavson. Die AGPA  bestand auf einer strikt analytischen Tradition, während die ASGPP dynamische und theatralische Elemente in ihren Formenkanon integrierte. Die ASGPP veranstaltet jährliche Kongresse und Tagungen, legt Ausbildungsstandards und ethische Richtlinien fest, vernetzt Gruppentherapeuten in den gesamten Vereinigten Staaten und auf internationaler Ebene, informiert die Öffentlichkeit über Gruppentherapie, Psychodrama und Soziometrie, sowie deren Anbieter. 
Die Gesellschaft vergibt alljährlich zahlreiche namhafte Auszeichnungen, darunter den
- Zerka T. Moreno Award für herausragende Leistungen von Psychodramatikern und Gruppentherapeuten, die nicht der ASGPP angehörten
- Neil Passariello Memorial Workshop als Einladung eines Vortragenden, der sich für Menschen mit HIV und AIDS besonders eingesetzt hat.